# Axel Albrecht von Maltzahn
Axel Albrecht von Maltzahn, auch Moltzahn (* 3. März 1693 in Wolde; † 26. April 1781 in Kummerow (am See)) war preußischer Landrat und pommerscher Erblandmarschall im Lande Stettin.

## Leben
Axel Albrecht (II.) war der dritte Sohn des Hans Jacob von Maltzahn (1650–1719), Erbherr auf Wolde und Kummerow, und der Dorothea Tugendreich, einer Tochter des schwedisch-pommerschen Kanzlers Hermann von Wolffradt. Er besuchte die Domschule Güstrow, an der er 1707, anlässlich der Restaurierung des Gebäudes, eine Rede in lateinischer Sprache hielt. Ab September 1709 war er an der Universität Greifswald immatrikuliert. Anfang 1712 ging er an die Universität Rostock und im September 1714 an die Universität Leiden. Anschließend unternahm er eine Grand Tour nach Frankreich.
Nach seiner Rückkehr unterstützte er seinen Vater bei der Bewirtschaftung der Güter. Nach des Vaters Tod 1719 war zunächst sein ältester Bruder Albrecht Joachim Erblandmarschall in Vorpommern geworden. Aus gesundheitlichen Gründen legte dieser jedoch das Amt nieder. Da sein zweiter Bruder Hans Bernd, weil er in schwedischen Militärdiensten stand, das Amt nicht antreten wollte, wurde Axel Albrecht Erblandmarschall. In dieser Funktion übernahm er 1720 nach dem Übergang Schwedisch-Pommerns bis zur Peene an Preußen die Huldigung gegenüber dem neuen Landesherrn König Friedrich Wilhelm I.
Bald danach reiste er nach Schweden, wo er von Göteborg aus die zum Brautschatz seiner Mutter gehörenden Höfe in Halland verkaufte. Bei der Erbteilung des Familienbesitzes im November 1720 erhielt er die Güter Kummerow, Sommersdorf und Gnevezow sowie einen Anteil an Hohenbollentin. Außerdem erbte er Schulden in Höhe von mehr als 17.700 Talern. Nach dem Tod seines Bruders Joachim Hermann († 1722) kamen das Gut Leuschentin und Anteile an Duckow, Zettemin und Rottmannshagen in seinen Besitz.
1723 wurde ihm das Amt des verstorbenen Kaspar Mathias von Lepel als Landrat und Kreisdirektor im preußischen Kreis Usedom und Wollin übertragen. Am 10. Januar 1724 wurde er offiziell zum Landrat bestellt und am 24. April desselben Jahres in Stettin vereidigt. Als er sich weigerte, entsprechend der 1725 herausgegebenen Order den Wohnsitz in seinem Kreis zu nehmen, wurde an seiner Stelle ein Hauptmann von Sydow zum Landrat ernannt. Die Kreisstände erreichten jedoch mit einer Bittschrift an den König seine Wiedereinsetzung als Landrat. 
Ende 1724 schlossen sein Bruder Hans Bernd und er in Stettin mit ihren Vettern aus der Tützpatzer und der Teschower Linie einen Vergleich, in dem deren Ansprüche auf Kummerow mit der Zahlung von insgesamt 4400 Taler abgegolten wurden. Weiterhin einigte man sich über das Erblandmarschallsamt im Lande Stettin.

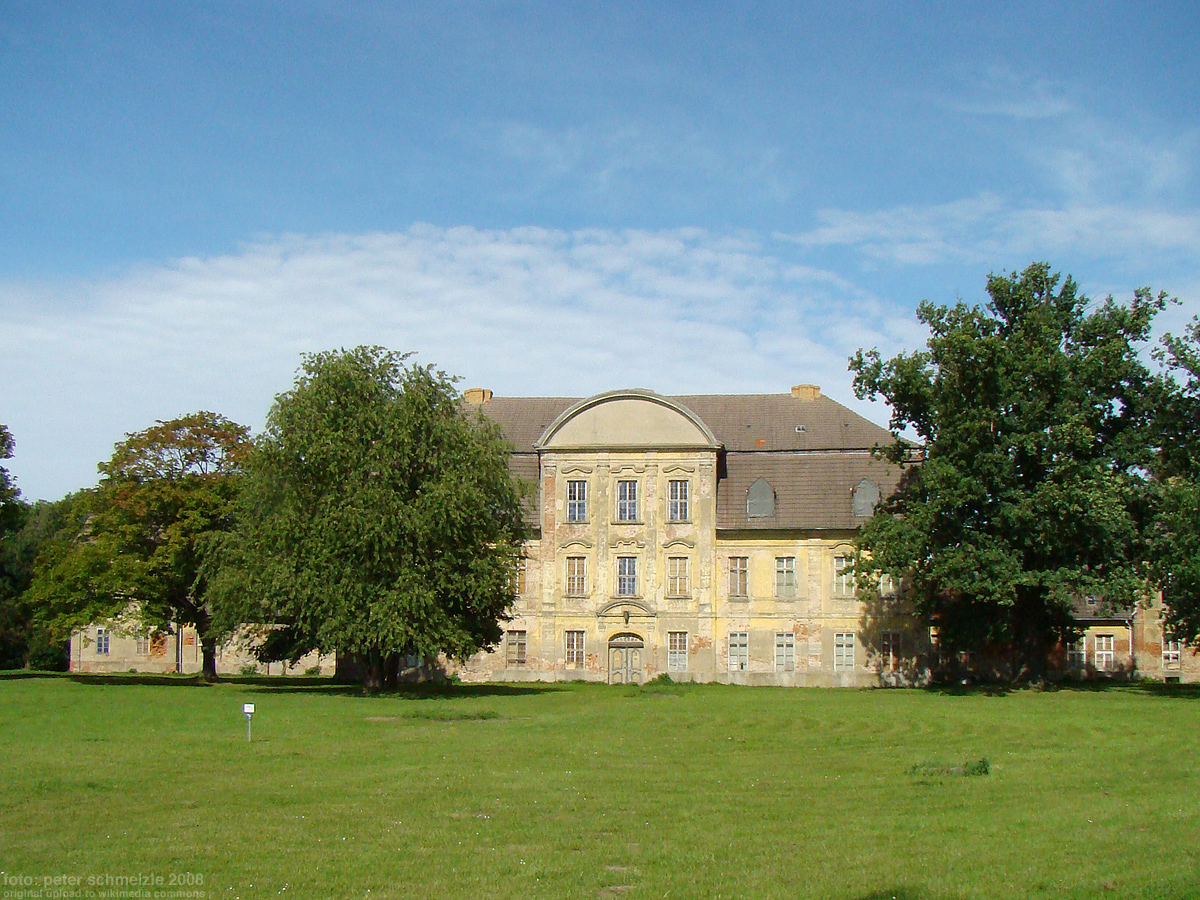
Schloss Kummerow

Am 10. November 1725 brannte sein Wohnhof in Kummerow ab, der sich in der Nähe der Kirche befand. Er ließ näher zum Ufer des Kummerower Sees mit Schloss Kummerow ein neues barockes Herrenhaus errichten. Er wohnte in dieser Zeit zunächst in Ivenack und anschließend in Leuschentin. Axel Albrecht war ebenfalls Bauherr des Herrenhauses in Rottmannshagen. 1731 traten sein Bruder und er ihr Relutionsrecht an den Sarower Gütern für 4000 Taler an die Teschower Linie ab. 1735 kaufte er seinem Bruder für 4000 Taler Pinnow und dessen Anteile an Duckow, Zettemin und Rottmannshagen ab.
Das ihm 1739 angetragene Amt eines vorpommerschen Landesdirektors schlug er aus. 1740 leistete er als Erblandmarschall dem neugekrönten König Friedrich II. den Treueeid für die vorpommersche Ritterschaft. Zusammen mit seinem Bruder Hans Bernd auf Wolde und seinem Vetter Albrecht Hermann auf Tützpatz erhielt er am 10. Juni 1741 den ersten preußischen Lehensbrief über die Maltzahnschen Güter. Nach dem Tod Albrecht Hermanns 1742 und einem anschließenden Vergleich über das Erbe erhielt er Ende 1743 Gültz. Um 1745 trat er seine Stellung als Landrat an Erdmann Friedrich von Schwerin ab.
1754 erwarb er im Tausch gegen Gnevezow und Anteile an Kaslin das Dorf Prützen. Dort siedelte er zehn Bauern an und ließ eine neue Kirche errichten.
Er starb 1781 in Kummerow und wurde dort auch beigesetzt.

## Familie und Nachkommen
Axel Albrecht von Maltzahn war seit 1724 mit Elisabeth Magdalene von Plessen (* 27. Juni 1701 in Kambs; 28. März 1779 in Kummerow) verheiratet, einer Tochter des mecklenburg-schwerinschen Regierungsrates und Kammerpräsidenten Dietrich Joachim von Plessen auf Kambs. Die beiden hatten drei Töchter, und drei Söhne:
- Hans Dietrich (* 1725; † 1757), preußischer Gesandter in Polen und Kursachsen
- Eleonore Dorothea (* 1727; † 1727)
- Helmuth Burchard Hartwig (* 1729; † 1797), preußischer Gesandter in Schweden, erbte die Ivenacker Güter der Plessen
- Eleonore Juliane (* 1730; † 1753)
- Dorothea Barbara Elisabeth (* 1732; † 1801)
- Gustav Friedrich (* 1733; † 1792), Erblandmarschall